# Körszy
Körszy (kaz. Көрші) – kazachskojęzyczny magazyn, ukazujący się w Ujgurskim Regionie Autonomicznym Sinciang od marca 2006 roku. Redaktorzy naczelni to Äuelkan Kaliuły (Chiny) oraz Murat Äuezow (Kazachstan).